# 루도비쿠스 2세 게르마니쿠스
루도비쿠스 2세 게르마니쿠스(라틴어: Ludovicus II Germanicus, 독일어: Ludwig II der Deutsche 802년 – 876년 8월 28일)은 루도비쿠스 1세 피우스의 셋째 아들이다. 817년부터 바이에른의 왕(재위 817∼840)이었고 843년 베르됭 조약 이후부터는 동프랑크의 왕(재위 843∼876)이었다. 독일과 오스트리아에서는 그를 초대 군주로 본다. 별명 "게르마니쿠스"란 "독일왕"으로 번역될 수 있다. 조카 루도비쿠스 2세를 "이탈리아왕", 삼촌 루도비쿠스 2세를 "독일왕"이라고 구분한다.
814년 바이에른 공작이 되고 같은 해 부왕에 의해 바이에른을 상속받기로 결정되었으며, 817년 제국계획령으로 바이에른 왕에 봉해졌으며, 825년에 바이에른 통치권을 위탁받아 이듬해부터 직접 통치하기 시작했다. 그러나 카롤루스 칼부스가 태어나면서 상속령이 바뀌자 830년부터 833년 형 피피투스, 로타리우스 등과 함께 아버지 루도비쿠스 피우스에 대항하는 반란에 가담했다. 840년 부왕이 죽은 후 맏형이 로타리우스 1세로 즉위하여 왕국 전체를 차지하자 이복동생 카롤루스와 손잡고 로타리우스 1세에 대항하였으며, 841년 퐁트느와 전투에서 로타리우스를 깨뜨렸다. 843년 8월 베르됭 조약에 의해 라인 동쪽의 동프랑크 왕국을 얻었다. 853년 아키텐의 귀족들의 원조 요청으로 아들 루도비쿠스를 보내 아키텐의 피피누스 2세를 석방시켰으며, 858년~859년 서프랑크의 카롤루스 2세 칼부스를 폐위시키려고 직접 군사를 이끌고 쳐들어갔으나 실패하였다.
861년부터 그는 영토 분할을 계획했으나, 873년 무렵까지 상속령에 반발을 품은 아들들의 반란에 봉착해야 했다. 870년의 메르센 조약에서 서프랑크의 카롤루스 칼부스와 로트링겐을 분할, 현재의 독일, 오스트리아의 영역을 확정했다. 870년 모라비아를 정벌했지만 1년 만에 독립한다. 874년 대머리 카롤루스와 평화 협정을 체결, 875년 조카이자 사위였던 신성로마제국의 루도비쿠스 이탈리아왕은 루도비쿠스 독일왕의 장남 카를로마누스를 후계자로 지명하고 사망했으나, 이복동생인 카롤루스 칼부스가 알프스를 넘어 이탈리아의 왕과 신성로마제국의 제관을 차지하자, 그를 치려고 군사를 일으키던 중 876년 사망했다.
843년부터 876년까지 루도비쿠스 독일왕은 북쪽의 노르만 족의 침입과 체코 지역의 메렌 족들의 침입을 막아냈다. 또한 모라비아 지방에 가톨릭을 전파하는 프랑크인 선교사들을 파견했지만 모라비아의 복속에는 실패한다. 바이에른공 구엘프의 딸 엠마와 결혼하여 카를로마누스, 루도비쿠스 3세 이우니오르, 카롤루스 3세 크라수스와 딸 이르멘가르트, 기셀라 등을 두었다.

## 생애

### 젊은 시절

#### 생애 초반
카롤링거 왕조 출신 군주로, 경건왕 루트비히 1세와 이르멘가르트 황후의 셋째 아들로 아키텐에서 태어났으며, 이탈리아의 로타르 1세, 아키텐의 피핀, 아델라이드의 동생이다. 그밖에 친누나로 오베르뉴 백작 제라드 1세와 결혼한 로트루드, 로트루드가 죽자 오베르뉴 백작 제라드 1세의 후처가 된 힐데가르트, 그밖에 노트르담 수녀원의 원장이 된 마틸다 등이 있었다. 뒤에 태어나는 대머리 카를, 기셀라는 계모 알토르프 출신 유디트 소생 이복 동생들이다. 그밖에 경건왕 루트비히 1세와 데오델린트 소생 이복형 아르눌프와 이복누나 알파이드가 있었다. 그의 이름은 그가 살아있을 당시에는 흘로도비쿠스, 흘루도비쿠스(HLUDOVICUS)라 불렸다. 고대 프랑크어로 Hlu-do-vig의 합성어인데, 유명한 전쟁이라는 뜻이라 한다.
루트비히는 영유아기를 아버지의 임지인 아키텐에서 보냈으며 곧 할아버지 샤를마뉴의 아헨 왕궁으로 보내졌다. 할아버지 샤를마뉴의 생존 시, 루트비히는 백작에 임명되었고 할아버지 샤를마뉴의 특별한 총애를 얻었다. 루트비히는 어린 시절부터 군사용 무기에 대한 관심을 보였고, 일찍부터 다른 사람들과의 갈등을 조절하고 사람을 다룰 줄 아는 재능을 보였다. 루트비히는 매우 종교적이며 로마 가톨릭 수도사들에 대한 특별한 존경심과 신학적 질문에 대한 관심도 보여주었다.
811년 할아버지 샤를마뉴로부터 숙부 동프랑크의 카를 2세의 영지 중 하나인 케노마니니쿠스 공작(메인 공작)직을 받았다. 숙부 동프랑크의 카를 2세가 남자 적자녀를 남기지 못했기 때문이다. 한편 독일인 루트비히는 케노마니니쿠스 공작은 817년 로타르 1세에게 넘겨주었다.
그는 독일과 오스트리아 지역에 해당되는 영지의 분국왕이 되었는데, 아버지인 경건왕 루트비히와 구별하기 위해 독일인 루트비히(Ludwig der Deutsche)라 붙였다.
814년 아버지 경건왕 루트비히 1세 즉위 후 바이에른 공작에 봉해졌다. 그러나 한동안 독일인 루트비히는 아헨에 체류하고 있었다. 그해에 아버지 경건왕 루트비히가 로타르 1세와 피핀을 바이에른과 아키텐의 왕으로 임명하고, 교황청의 공인을 받으러 떠났을 때 독일인 루트비히는 아헨에 남아 있었다. 817년 8월 아버지 경건왕 루트비히 1세가 제국 분할에 대한 제국 칙령을 발표할 때, 루트비히는 바이에른을 상속받기로 결정되었으며, 바이에른의 왕에 봉해졌다. 한편 그의 메인 영지는 형 로타르 1세에게 부여되었다. 817년 7월에 아버지 경건왕 루트비히는 아헨의 제국 의회에서 그는 피핀을 아키텐 왕으로 봉하고, 바이에른을 루트비히 2세에게 주도록 정하고 로타르 1세를 공동황제 겸 후계자로 선포했다. 루트비히와 피핀은 바이에른과 아키텐의 왕이지만 자치권을 행사하 수는 없었고, 로타르 1세의 종주권을 인정해야 했다.

#### 바이에른의 통치자

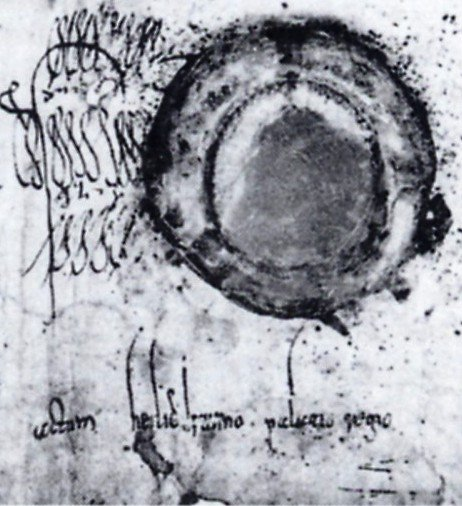
하일브론 시에 발송된 루트비히 2세 명의의 공문 (841년)

825년에는 직접 바이에른의 통치권을 위탁받아 826년부터 직접 통치하기 시작했다. 823년 6월 루트비히 1세의 계비 유디트에게서 아들 대머리왕 카를이 태어나고 829년 상속령이 개정되자 830년, 831년, 833년 형 피핀과 함께 아버지 루트비히 1세에 대항하는 반란을 일으켰다. 833년에는 한때 아버지 루트비히를 폐위시키고 계모이자 처형인 유디트를 수녀원에 감금하였다. 그러나 부왕 루트비히는 교황의 지지를 얻어 다시 권좌로 복귀하였다.
827년 바이에른 공작 구엘프 1세(Welf I)의 딸인 아르톨프의 엠마(Emma of Altdorf)와 결혼하여 카를로만, 루트비히 청년왕, 카를 3세와 딸 힐데가르트, 기셀라, 베르타, 이르멘가르트를 두었다. 딸 이르멘가르트는 그의 조카인 황제 루트비히에게 시집갔다. 한편 계모인 바이에른의 유디트가 자신의 아들인 대머리왕 카를의 몫의 영토 획득을 위해 나서게 되자, 루트비히도 영토문제에 자신의 몫을 잃게 될까봐 우려하며 개입하기 시작하였다. 828년과 829년 불가리 인이 판노니아(Pannonia)를 침공하여 하자, 직접 군사를 이끄고 2회에 거쳐 불가리아를 원정했으나, 패배하였다. 이 기간 중 그는 자신의 정치적 영향역을 라인-마인까지 행사하려 하였다.
829년 아버지 경건왕 루트비히는 보름스에서 제국 의회를 소집, 상속령을 개정하여 후처 유디트에게서 얻은 아들 대머리 카를에게 알레만니아를 주었다. 또한 기존의 세 아들에게 나누어준 영토 중 라이티아, 알자스, 부르고뉴의 일부도 같이 주었다. 독일인 루트비히는 이에 반발했다.

### 바이에른과 동프랑크의 국왕

#### 상속 분쟁에 참여
829년 그는 형 피핀과 함께 이복동생 카를에게 부여된 알레만니아를 침공하였다. 830년에 로타르 1세와 피핀이 반란을 일으킬 때 독일인 루트비히는 관망하고 있었고, 유디트는 자기 아들 대머리 카를의 영토를 지키려고 로타르, 피핀과 맞서 싸웠다. 코르비의 왈라(Wala de Corbie)와 생 드니의 힐두인(Hilduin de Saint-Denis) 등은 보름스 제국의회의 결정을 무효라고 선언하고, 830년 5월 로타르를 제국 전체의 섭정으로 임명하기로 하고 내전은 종식되었다. 831년 루트비히는 로타르, 피핀과 함께 반란을 일으켜, 한때 아버지 경건왕 루트비히는 양위했고 유디트는 수도원에 감금되었다.
832년 로타르 1세, 피핀과 함께 대머리 카를의 영지인 알레만니아를 다시 침공하기도 했다. 로타르, 피핀, 루트비히는 교황 그레고리오 4세의 지원을 얻어 거병, 반란을 일으켰고 알자스의 지골스하임 부근에서 회의를 열어 다시 아버지인 그를 폐위했다. 832년 그는 슬라브인 군대를 데리고 알레만니아로 이끌었지만 그의 아버지 루트비히에게 패하고 퇴각했다.
833년 독일인 루트비히는 로타르, 피핀과 함께 등은 반란을 일으켰다. 아버지 경건왕 루트비히는 이들을 비난했으나 그해 6월 독일인 루트비히, 로타르 1세, 피핀 형제는 콜마르에서 경건왕 루트비히 1세의 장군 뤼겐펠트를 격파하고, 아버지 경건왕 루트비히를 사로잡았다. 한때 아버지 경건왕 루트비히를 폐위하는데 성공, 계모 유디트를 다시 수도원에 감금하였다. 그러나 아버지 루트비히는 기적적으로 풀려나 복직하였다. 834년 봄 루트비히 2세는 형 로타르 1세, 아키텐의 피핀 1세등과 함께 다시 군사를 일으켜, 반란을 기도했다. 이때 형 로타르는 아버지 경건왕 루트비히를 사로잡는데 성공, 롤페르트로 끌고갔다가 말렘으로, 말렘에서 메츠로, 메츠에서 다시 수아송까지 끌고 갔다가 수아송의 생메다드 수도원에 감금하였다. 동시에 이복동생 대머리 카를은 부모에게서 떼어내 아르덴 근처 프륌 수도원에 보냈다. 831년 초 로타르 1세는 제국을 3분할하였으나 아키텐의 피핀과 독일인 루트비히는 자신들의 몫이 적다고 보고 반발했다. 독일인 루트비히와 아키텐의 피핀은 아버지 경건왕 루트비히의 탈출을 도와주었다. 이번에는 교황의 지지로 아버지 경건왕 루트비히는 기적적으로 복위했다.
836년 아버지 경건왕 루트비히는 독일인 루트비히의 바이에른 영지를 되돌려주었다.

#### 영토 분쟁

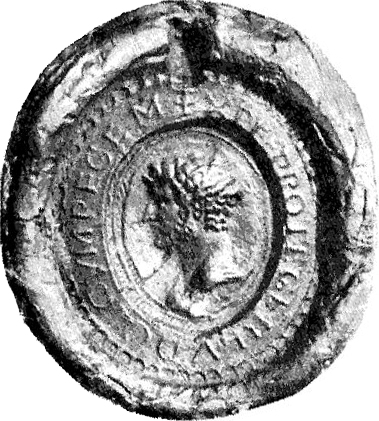
루트비히 시대의 동프랑크 왕국의 데나리온 동전

837년 아버지 루트비히 경건왕은 아헨 제국 의회, 838년 네이메겐 제국 의회에서 더 많은 영토를 아들 대머리왕 카를에게 넘겨주었다. 일단 로타르 1세, 아키텐의 피핀 1세, 독일인 루트비히 등은 이 조치를 받아들였으나 감정이 좋지 않았다.
838년 루트비히 2세와 로타르 1세는 각자 자신의 이익을 지키기 위해 트렌트 근처에서 다시 만났다. 그해 6월 루트비히 2 세는 네이메헌에서 소집된 제국 의회에서 아버지 경건왕 루트비히와 다투었다.
838년 9월 경건왕 루트비히는 독일인 루트비히의 몫을 대머리 카를에게 넘긴다고 선언했고, 독일인 루트비히는 반발했다. 838년 12월 형 피핀이 갑자기 죽자, 루트비히는 대머리 카를 대신 조카인 아키텐인 피핀 2세의 아키텐 상속을 지지하였다. 그 뒤 부왕과 화해, 바이에른을 다시 통치하였다. 그러나 839년 봄 둘째 아들 독일인 루트비히가 다시 게르만 귀족들을 선동해 반란을 일으켰으나 패퇴하고 바이에른으로 물러갔다. 루트비히는 다시 형 로타르 1세를 부추겨 다시 대머리 카를의 영지인 알레만니아를 침공했다. 이로써 판노니아 백작령을 얻고, 루트비히는 이때 획득한 영토인 판노니아를 자신의 영지에 포함하고 자신의 아들인 청년 루트비히를 백작으로 임명하였다.
839년 독일인 루트비히는 자신의 상속권을 박탈한데 대해, 아버지 경건왕 루트비히를 상대로 반란을 일으켰다. 독일인 루트비히는 군사를 이끌고 이복 동생 대머리 카를의 알레만니아 영지에 침입했다. 아버지 경건왕 루트비히는 신속하게 반응했고, 독일인 루트비히는 판노니아로 퇴각하였다. 839년 5월 30일 보름스에서 개최된 제국 의회에서 제4차 배분이 이루어져 제국은 로타르 1세와 대머리 카를 사이에 양분되었고 독일인 루트비히는 바이에른만을 차지했다. 당시 아버지 루트비히 경건왕은 바이킹 족의 프리슬란트, 프리시아 반환 요구를 거절하고 전쟁 중이었는데, 루트비히 2세는 보름스 의회의 결정에 반발, 조카 피핀 2세와 함께 다시 군사를 이끌고 아헨으로 쳐들어왔다. 그러나 839년 말 보름스 전투에서 아버지 루트비히에게 격퇴당했다. 한편 대머리 카를이 아키텐을 공략하려 하자, 독일인 루트비히는 조카 아키텐의 피핀 2세를 지원하였다.
839년말경 독일인 루트비히는, 5월 30일의 보름스 의회의 결정에 반발, 군대를 이끌고 아버지에게 마지막으로 반기를 들었다가 또다시 보름스에서 격퇴당했다. 840년 초 독일인 루드비히는 알레만니아에서 다시 군사를 일으켜 아버지 경건왕 루트비히를 상대로 반란을 일으켰다가, 경건왕 루트비히가 진압군을 보내자 싸움없이 신속하게 후퇴했다. 그러나 840년 3월 경건왕 루트비히는 다시 셋째 아들 독일인 루트비히를 치려고 특별 군대를 조직했다가, 3월 말 프랑크푸르트에서 군대를 해산시켜 돌려보냈다. 아버지 경건왕 루트비히는 840년 7월 1일 의회를 소집했으나, 의회가 열리기 전인 6월 20일 인겔하임에서 사망하였다.

#### 퐁트느와 전투와 베르덩 조약

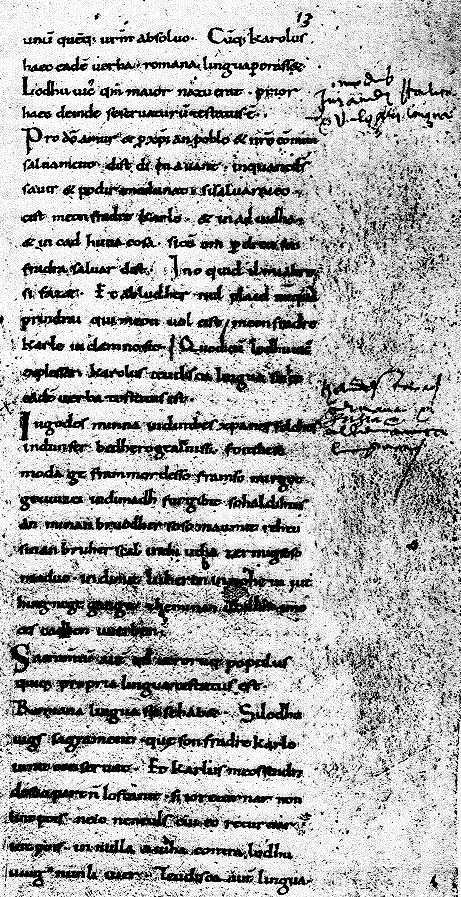
842년 12월 서프랑크에서 카를 2세에 의해 작성된 스트라스부르 서약 선서문 사본

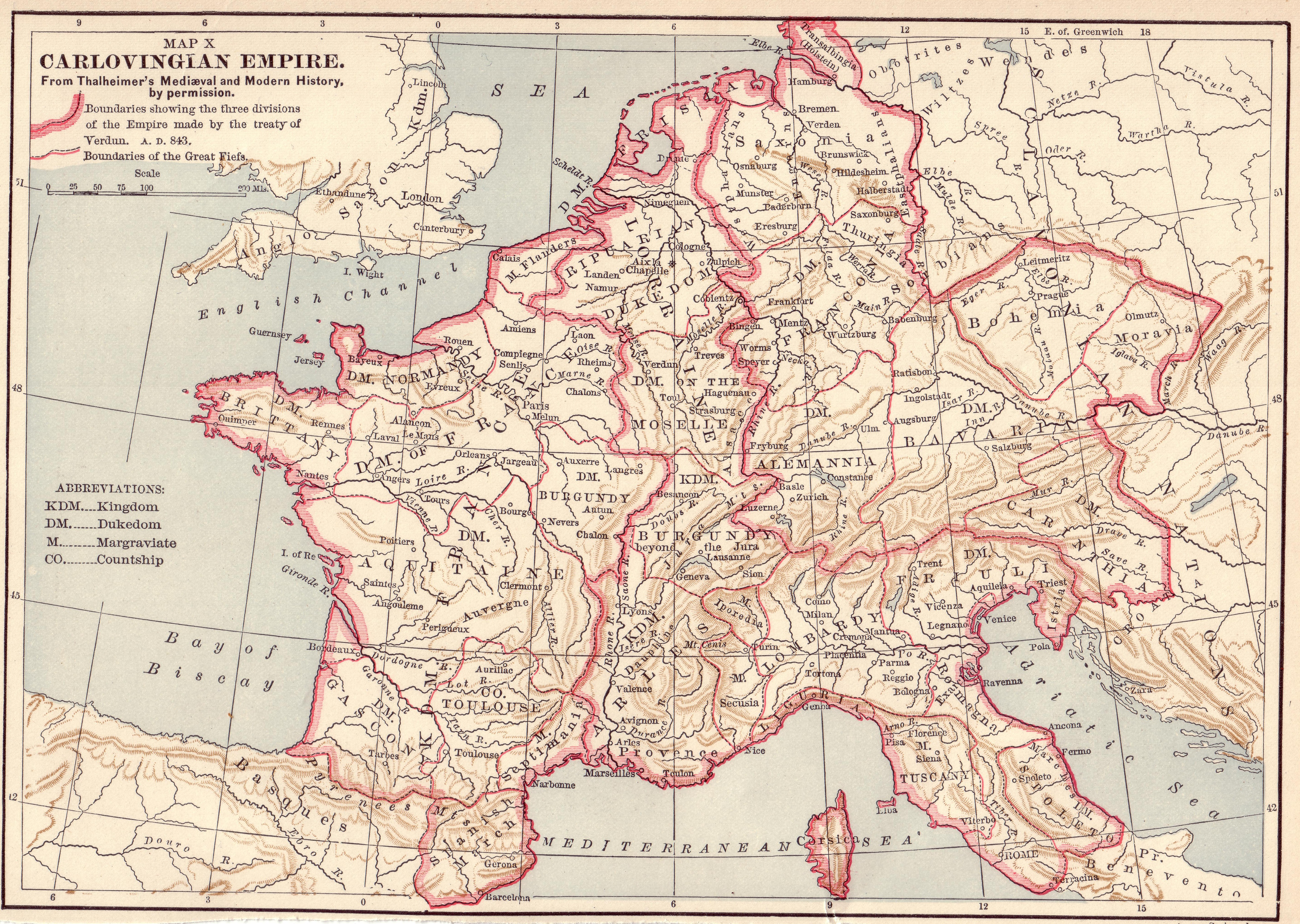
843년 베르됭 조약 이후 3개로 나뉜 프랑크 왕국.

840년 아버지 루트비히 경건왕이 죽은 뒤 큰형 로타르 1세가 제국 전체를 다스리는 것에 대해 이복 동생 카를과 손잡고 로타르에 대항하였다. 이때 아키텐의 분국왕이자 조카인 아키텐의 피핀 2세의 지원군이 로타르 1세에게 합류, 로타르를 도와주었다. 로타르 1세는 817년의 제국 칙령에서 부여된 자신의 권리를 다시 주장, 협상을 시도했으나 실패했다. 841년 7월 25일의 퐁트느와 전투에서 로타르를 깨뜨렸다. 842년에는 작센에서 봉기를 일으켰고 튀링겐의 공작 등이 이에 협조하여 로타르를 조여왔다. 패한 로타르는 결국 아헨으로 피신했으나 결국 협상을 하게 된다.
842년 2월 12일 독일인 루트히비는 대머리 카를과 슈트라스부르크에서 맹약을 체결한다. 이때 독일인 루트비히는 게르만어로, 대머리 카를은 갈로-로망어로 서약문을 낭독한다. 이들은 하느님과 형제애에 의거하여 로타르를 공격한다고 맹세하였다.
Pro Deo amur et pro christian poblo et nostro commun salvament, d'ist di in avant, in quant Deus savir et podir me dunat, si salvarai eo cist meon fradre Karlo et in aiudha et in cadhuna cosa, si cum om per dreit son fradra salvar dift, in o quid il mi altresi fazet, et ab Ludher nul plaid nunquam prindrai, qui meon vol cist meon fradre Karle in damno sit.

이 서약은 그때까지의 프랑크 왕국의 국왕, 황제들이 명령과 선언으로 전쟁, 정책을 집행하던 것과는 다른 신과 백성들 앞에서 공개적으로 한 서약이었다. 또한 프랑크 왕국의 표준어인 고지독일어로 쓰여졌지만, 게르만어와 라틴어로 각각 낭독되었다.
842년부터 844년까지 루트비히는 작센 족의 스텔링가(Stellinga) 운동을 저지시켰다.
842년 6월 로타르, 루트비히, 카를 3형제는 협상을 체결하기 위해 각 40명의 대표자들을 대동하고 손강(Saône) 인근의 한 섬에서 만나고, 각자의 왕국의 경계를 정했으나 결렬되었다. 842년 6월 루트비히는 로타르 1세, 대머리 카를을 작센에서 만나 협상을 시도하였으나 결렬되었다. 협상은 여러 번 결렬되었으나 843년 8월 제국을 3분하기로 하고 종결된다.

#### 동프랑크의 국왕
843년 8월 11일 베르덩 조약에 따라 카를과 로타르는 제국의 서부와 중부를 각각 차지했고, 루트비히는 동부와 함께 프랑켄, 슈바벤, 케른텐, 바이에른, 작센 지방의 영토를 차지했다. 즉위 직후 루트비히는 정부와 행정 문서 형식을 간소화시켰다. 동시대의 동프랑크의 백성들은 그의 별명을 피피(piious) 또는 피피오스무스(piiousmus)라 불렀다. 서프랑크의 기록에 의하면 그는 렉스 게르마니아(Rex Germaniae) 또는 렉스 게르마노룸(Rex Germanorum) 또는 렉스 테우톤(Rex Teutons)으로 불렸다. 독일인 루트비히라는 별명은 18세기 이후에 붙여졌다 한다.
844년 왕국을 침략한 슬라브 족과 교전, 서슬라브족 연합군을 격퇴했다. 그러나 함부르크까지 침략한 데인 족의 왕 호릭1 세의 군사를 막지 못했다. 함부르크의 주교 안스가르는 주민들을 이끌고 브레멘으로 피신하였다. 845년 보헤미아 공작은 그의 종주권을 인정, 침례를 받고 루트비히에게 충성을 맹세하였다.
동프랑크의 국왕에 올랐지만, 왕국은 바로 프랑켄, 작센, 알레만니아, 바이에른 등의 여러 부족 출신 제후들의 세력이 강했고, 루트비히는 순찰사(Missi dominici)와 변경백을 파견하여 이들을 관리 감독하였다. 알레만니아와 작센 지역에서는 통치력이 미치지 못하는 점을, 성 갈렌 수도원의 그리모알드(Grimoald), 슈바벤의 백작 처남 콘라트 1세 등 해당 지역의 유력자 및 해당 지역과 인근 지역 교회의 주교, 수도원의 원장, 평신도 수도원의 간부, 유력 평신도, 봉신 등의 지원을 통해, 정치적 영향력을 행사했다. 성 갈렌의 그리모알드는 그의 자문관으로도 활동했다. 또한 독일인 루트비히는 자신의 아들 중 카를로만 3세와 소 루트비히를 각각 바이에른과 작센으로 보내 분봉왕으로 봉하여 이 지역을 다스리게 했다. 그러나 지역 제후들의 세력이 강했고, 판노니아와 모라비아인들은 강력한 세력을 형성하고 있었다. 또한 노르만 족과 마자르 족의 잇단 침입으로 국왕의 통치력은 점점 약화되었다.
853년 서프랑크의 대머리 카를은 아키텐의 귀족인 마이네 백작 고즈베르트(Gauzbert)를 처형하였다. 853년 카를에게 대항한 서프랑크의 귀족들이 루트비히에게 원조를 청하자 아들 루트비히 청년왕을 아키텐으로 보냈으며, 피핀 2세를 지원하게 했다. 아키텐의 귀족들은 대머리 카를의 통치를 못마땅하게 여겼다. 854년까지 아들 소 루트비히는 아키텐에 체류하고, 그 이듬해에 되돌아왔다. 독일인 루트비히는 아들 청년 루트비히를 지원하여 피핀 2세를 복직시켰다. 또한 서프랑크왕 샤를 2세의 폐위를 위한 거사에는 피핀 2세, 프로방스의 샤를까지 참여했으나 결국 실패한다. 858년 자신이 직접 서쪽으로 가서 카를을 폐위하려 했으나 장거리 이동으로 병력과 물자 조달에 실패하면서 중단하게 됐다. 결국 860년 6월 코블렌츠 조약을 맺어 카를의 영토에 대한 권리주장을 취소했다.
한편으로 그는 아키텐의 피핀 2세를 수시로 지원하였다. 또한 자신의 아버지에게 상속 몫을 분배받지 못한 것에 불만을 품은 서프랑크의 샤를로망이 아버지 카를 2세에게 반기를 들었다가 실패하고 망명하자 그를 받아들였다.

#### 교회와 수도원 건립
그는 동프랑크 각지에 교회와 수녀원 설립에 투자하였다. 853년 취리히에 펠릭스 운드 레굴라 수녀원을 건립하였는데, 그의 딸 힐데가르트(853년~856년)와 베르타(857년~877년)가 한때 이 수녀원의 원장을 지내기도 했다. 프랑크푸르트와 레겐스부르크에도 루트비히 교회를 설립하였다. 또한 튀링겐에는 클로스터 성당을 건립하였다.
그는 또 성 갈렌 수도원, 잘츠부르크 성당, 풀다 성당 등에 가장 많은 기부금을 희사하기도 했다. 그는 일부 수도원의 원장에 자신의 딸들과 자녀들을 임명하기도 했다.

#### 메르센 조약과 상속 분쟁

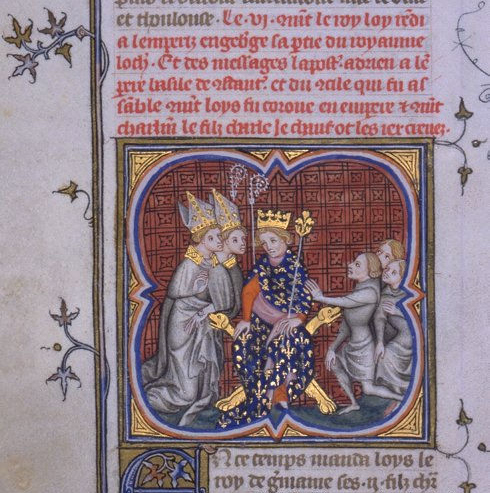
루트비히 2세와 그의 세 아들

855년 로타르 1세가 죽자, 그의 영토는 아들들에게 분배되었는데 둘째 아들인 로타르 2세가 로타링기아를 물려받았다. 그러나 로타르 1세가 죽자 바로 서프랑크의 대머리 카를 2세가 로타르 2세의 몫인 로타링기아를 차지하려 했다. 그러나 동프랑크의 독일인 루트비히 2세의 개입으로 대머리 카를의 로타링기아 접수 기도는 실패로 돌아간다. 로타르 1세가 죽자 카를 2세는 형의 영토였던 로트링겐 지역을 확보하기 위해 내전을 일으켰다. 그러나 독일의 왕이었던 루트비히 2세가 그를 막았다. 그러나 대머리 카를은 로트링겐을 포기하지 않고, 나중에 로타르 2세가 죽은 뒤에 다시 로트링겐을 넘보게 된다. 로타르 2세에게는 적장자가 없었기 때문에 독일인 루트비히와 대머리 카를은 조카 로타르가 죽은 뒤 로타링기아를 분할하기로 합의했다. 그러나 로타르 2세의 아들 위그가 나타났고 869년 로타르 2세가 죽었을 때, 카를과 함께 위그를 사생아로 정하고 로타르 2세와 발트라다의 결혼은 무효로 선언한 뒤 로트링겐에서 추방했다.
856년 독일인 루트비히는 아들 카를로만 3세에게 군사 지휘권을 부여, 케른텐 공략을 지휘하게 했다.
858년 8월~859년 서프랑크의 카롤루스 2세 칼부스를 폐위시키려고 직접 군사를 이끌고 쳐들어갔으나 실패하였다. 859년 1월 동프랑크 왕국 동부 국경의 소르브인이 반란을 일으켰고, 그는 군사를 이끌고 서둘러 회군했다. 860년 6월 코블렌츠에서 대머리 카를과 평화협정을 체결, 서부 영토를 침공하지 않겠다고 다짐해야 했다.
861년과 863년, 864년 아들 바이에른의 카를로만 3세는 아버지에 독일왕 루트비히에 대항하여 반란을 일으켰는데, 곧 다른 아들들인 소 루트비히와 뚱보 카를도 아버지에게 반란을 일으켰다. 한편 독일왕 루트비히는 863년 아들의 반란을 두려워 케른텐의 그의 영지를 침공했다. 루트비히는 비밀리에 카를로만의 측근인 군다카르에게 사자를 보내 협상, 군다카르는 자신의 군사를 이끌고 루트비히에게 갔고 카를로만은 군다카르를 해임하고 케른텐을 직접 차지하였다.
863년 아들 카를로만 3세를 판노니아 변경백직에서 해임되었다. 그를 판노니아 변경백에서 해임한 루트비히는 윌리엄 등의 관료를 파견하는 한편 모라비아 부족장 엔겔샬크 등을 판노니아 변경백에 임명하여 그를 견제했다. 864년 독일인 루트비히는 아들들로부터 아들 카를로만 3세에게 바이에른 왕국의 전권을 넘겨줄 것을 강요당했다. 864년 독일인 루트비히는 아들들과의 반란에 시달리면서 세 아들에게 영토를 나누어 주었는데 카를만에게는 바이에른, 소 루트비히에게는 작센, 프랑켄과 튀링겐, 뚱보 카를에게는 슈바벤과 라이티아를 주었다. 그러나 866년 아들 카를로만 3세은 영토 분할이 마음에 들지 않는다 하여 케른텐 후작 군다카르 등을 이끌고, 다시 아버지인 독일인 루트비히를 상대로 반란을 일으켰다.

### 생애 후반

#### 교회 문제 개입

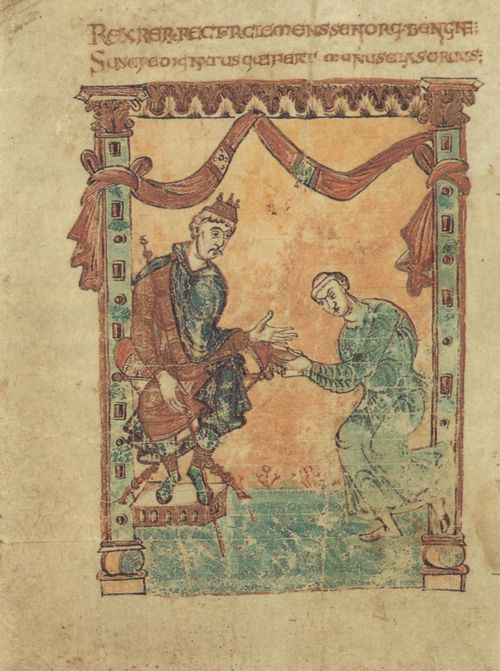
프륌의 완델베르트(Wandalbert of Prüm)로부터 그리스도교 순교자 유물을 선물받은 루트비히 게르마니쿠스(9세기작 삽화)

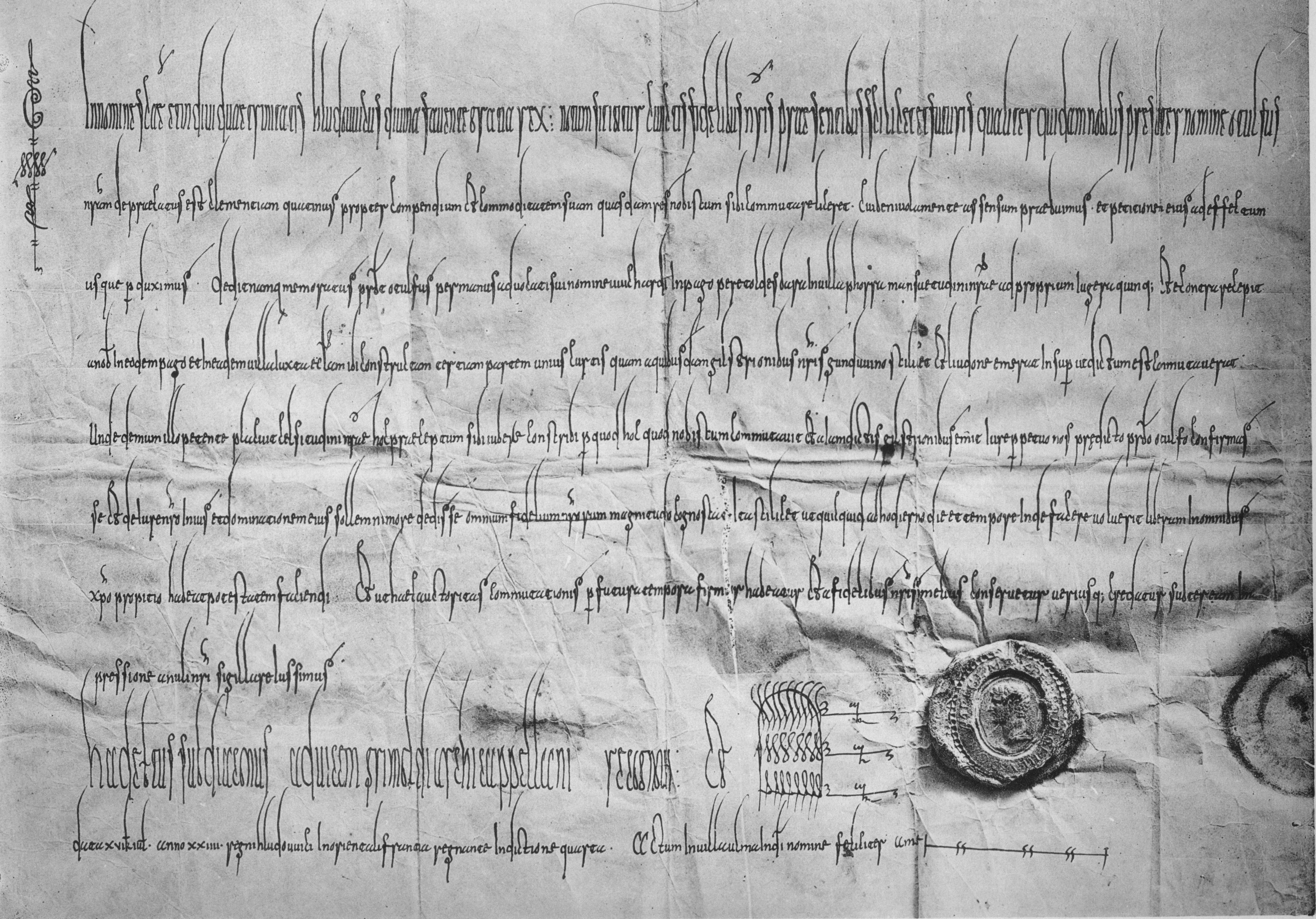
856년 성 갈렌 수도원에 발급해준 성 갈렌 수도원 문서(성 갈렌 수도원 소장)

독일인 루트비히 2세는 즉위 초부터 모라비아와 판노니아, 마자르 족, 슬라브 족 등을 상대로 한 그리스도교 포교를 장려, 후원하였다. 그는 직접 모라비아, 판노니아 등에 프랑크족 사제와 선교사를 파견했고, 바이에른과 케른텐을 다스리던 카를만, 아르눌프 및 모라비아 공작, 판노니아 변경백 등을 통해 이들 선교자들의 신변을 보호하게 했다. 이에 모라비아 대공 로스티슬라프(Rostislav) 역시 교황에게 선교사 포교를 요청, 성 시릴루스(St. Cyrillus)와 성 메토디오는 863년, 864년 무렵부터 모라비아와 판노니아 지역의 그리스도교 포교를 담당하였다. 이들 지역은 잘츠부르크 대주교 관구였고, 성 시릴루스가 병으로 로마로 돌아갔다가 사망하지만 모라비아, 판노니아인들의 개종은 계속되었다. 860년대 말부터 모라비아인들과 판노니아인들은 동프랑크 교회의 관리 감독이 아닌 독자적인 교회 관구 설치와 슬라브어 성서 간행을 원하였다. 성 시릴루스의 사후 모라비아, 판노니아인들의 교구 분리 운동은 계속되었고, 루트비히 2세는 이들의 정치적 분리 독립을 염두에 두고 이를 반대하였다. 그러자 교황은 다시 성 메토디오를 모라비아에 특사로 파견하였다.
모라비아인들은 단독 주교구 설치를 청원했고, 교황 하드리아누스 2세는 모라비아와 판노니아를 동프랑크 지역 관구에서 독립시켜 대교구로 승격시켰고, 메토디오를 판노니아와 모라비아 지방 전체를 관할하는 시르미움(Sirmium)의 대주교로 임명하였다. 동프랑크의 주교들은 관구 독립을 반대했고, 루트비히는 모라비아, 판노니아인들의 분리 독립을 우려하였다. 870년 루트비히 2세와 독일 주교들은 라티스본(Ratisbon) 시노드에서 메토디오를 추방하기로 결정하고 그를 투옥시켰다가, 슈바벤으로 유배보냈다. 873년 교황 요한 8세가 성 메토디오를 석방해줄 것을 계속 요청하므로 루트비히 독일인은 메토디오를 풀어주게 된다.

#### 로렌 분할과 메르센 조약

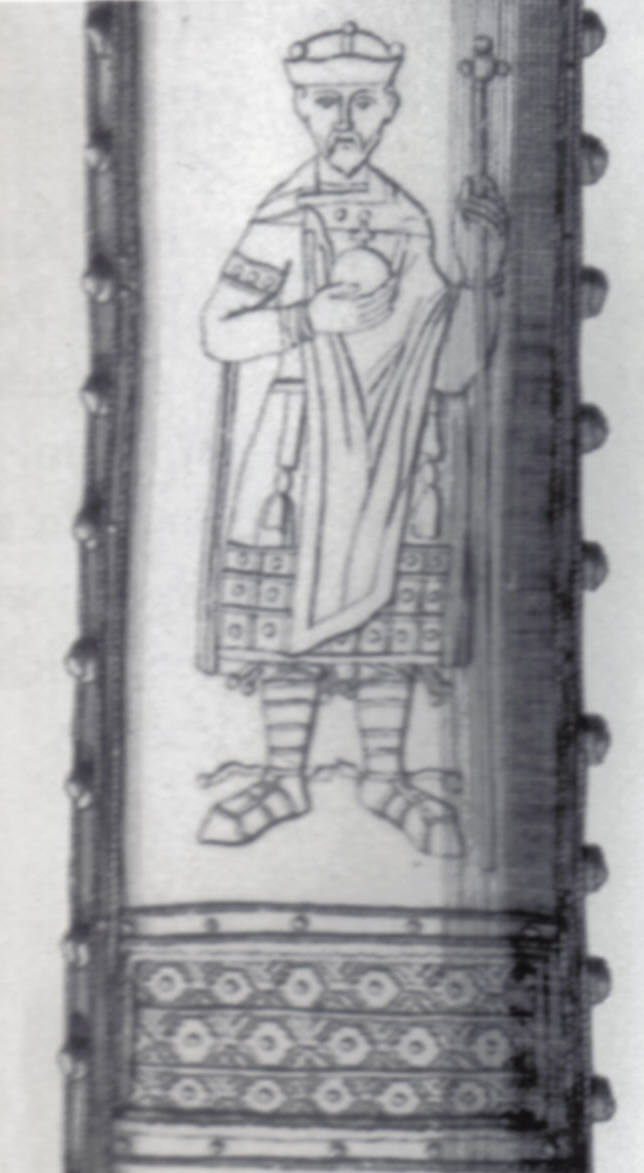
루트비히 2세

868년부터 독일인 루트비히는 대머리 카를과 비밀리에 메츠에서 만나, 로타르 2세가 죽으면 미리 선수쳐서 로타링기아를 점령하고 로타링기아를 분할할 계획을 비밀 약속하였다.
869년 초 셋째 아들 비만왕 카를 3세가 봉토 배정에 불만을 품고, 그를 상대로 반란을 일으켰다. 869년 루드비히는 중병에 걸려 레겐스부르크에서 요양하며 유언장을 작성하기로 결정했다. 그런데 상속권 박탈, 영토 조정 대한 소문이 돌았고 이 소문을 들은 그의 아들 청년 루트비히와 비만왕 카를은 슈파이어가우에 모였다. 그러나 그해 9월 비만왕 카를 3세는 곧 사촌 로타르 2세의 죽음 소식을 듣고 스스로 철군한다. 869년 8월 8일 로타르 1세의 아들 로타르 2세가 이탈리아 피아첸차에서 사망했다. 독일인 루트비히와 대머리 카를은 로타르 2세의 서자인 어린 위그를 제치고 로타르 2세의 영토를 공동 분할하기로 약속하였다. 독일인 루트비히와 대머리 카를은 위그를 사생아로 규정하고, 로타링기아에서 추방했다. 869년 9월 로타링기아에 도착한 대머리 카를은 자신이 로타링기아 전체를 정복했음을 선언하고, 자신을 스스로 황제이며 존엄한 자(Imperator Augustus)라고 선언했다. 이복 형인 독일인 루트비히 2세는 즉시 반발했다.
869년 9월 9일 대머리 카를는 메츠에서 로타링기아의 전체의 왕으로 선언했다. 카를이 로타링기아를 분할하겠다는 약속을 어기고 로타링기아를 합병하자, 870년 독일인 루트비히는 동프랑크와 모라비아의 군대를 이끌고 로타링기아를 침공했다. 독일인 루트비히는 로타링기아 전역을 점령했고, 대머리 카를에게 사자를 보내 분할안에 협상할 것을 요구했다. 결국 교황청이 나서서 중재를 요구했고, 그해 2월부터 3월 메르센에서 대머리 카를을 만나 메르센 조약에 따라 카를과 함께 로타링기아를 분할하는 조약을 체결하였다. 이때 루트비히는 옛 프랑크 왕국의 수도인 아헨 지역, 라인강 서쪽의 영역과 쾰른, 프리슬란트 등을 차지했다. 이때 로타리우스 2세의 가까운 친척이자 친형인 이탈리아인 루트비히는 871년까지 남부 이탈리아에 출몰하는 해적들과 아랍인들을 상대로 싸워야하여 조약 체결에 참여하지 못했다. 이탈리아인 루트비히는 자신을 배제한 분할조약에 항의하였으나 받아들여지지 않았다.
865년과 872년 3명의 아들인 카를로만, 루트비히 청년왕, 비만왕 카를 3세를 맏이에게는 바이에른과 케른텐, 둘째 소 루트비히에게는 작센, 셋째 카를에게는 각각 알레만니아 영토를 나누어 주었으나, 이 분할에 불만을 품은 아들들은 861년부터 873년에 계속해서 반란을 일으켰다.
루트비히는 모라비아 지방에 가톨릭을 전파하는 프랑크 족 선교사들을 지원하고 이들의 안전한 선교를 주선하였으나, 모라비아를 흡수하는 데는 실패하였다. 869년 군사를 보내 모라비아를 공략하여 870년 병합시켰다. 그러나 모라비아는 라디스슬라프 공의 지휘하에 분리독립을 기도했고, 라디스슬라프가 죽자 모라비아의 반란은 진압한 것처럼 보였다. 그러나 871년 슬라보미르, 라스디슬라프의 조카 스바토풀크 2세 등을 중심으로 모라비아인들은 다시 반란을 일으켰고 그해 동프랑크 군을 몰아냄으로써 모라비아의 영지를 잃게 되었다. 873년 다시 모라비아와 전쟁을 하였으나 전쟁에 져서 874년 이후 대모라바 왕국은 독립했다.
870년대 이후 다시 바이킹들이 영토를 침략, 프리슬란트, 함부르크, 베를린 주변지역을 약탈하자 이를 물리쳤다. 그러나 바이킹의 침입과 마자르족, 슬라브족의 침략과 약탈은 계속되었다.
871년 독일인 루트비히가 병에 걸리게 되자, 소 루트비히는 아버지의 건강 문제와 관련하여 슈파이어 근처에서 형 카를로만 3세를 만났고, 형제는 다시 독일인 루트비히를 상대로 다시 반란을 일으켰으나 실패했다.

#### 유산 상속문제와 갈등

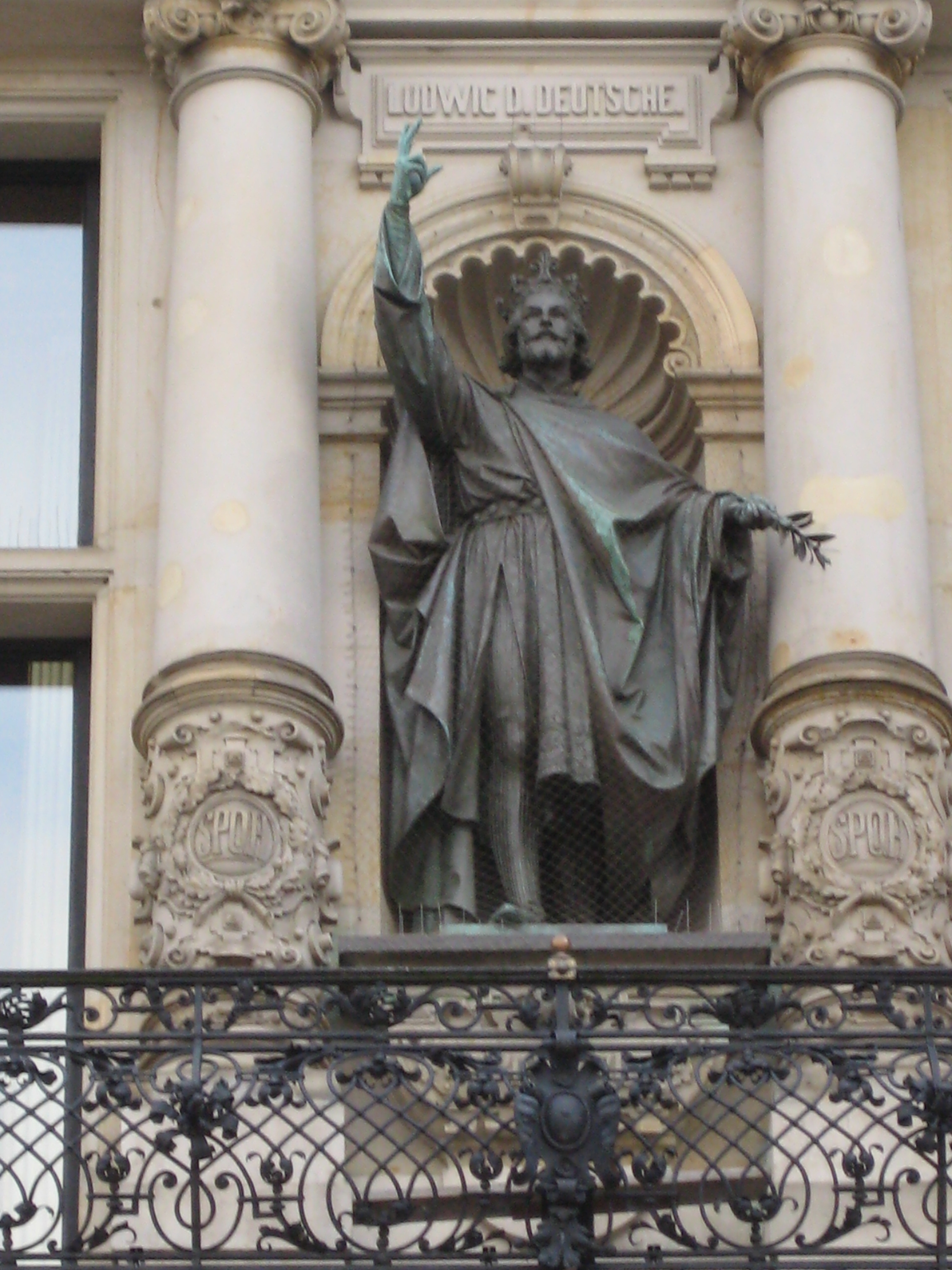
함부르크 시청사 내에 있는 루트비히 2세의 동상

871년 아들 청년 루트비히와 비만 카를은 맏형에 대한 아버지의 편애라며 반발, 반란을 일으켰다.
872년과 873년 동로마 제국 황제 바실리오스 1세는 사절단을 동프랑크로 파견, 레겐스부르크의 루트비히에게 직접 와서 그의 통치가 콘스탄티노플까지 인식되었다는 것을 보여 주었다.
850년대 이후 사라센 인들의 이탈리아 남부 해안가 침략은 계속되었고, 872년 12월 14일 즉위한 교황 요한 8세는 루트비히 2세에게 도움을 청했다. 그는 군사를 보내 이탈리아 남부로 들어오는 사라센 군 및 해적들을 상대하게 했다. 한편 루트비히는 자신과 그의 후손들을 위해 황제관을 얻으려고 노력하였다. 이를 위해 풀다 대수도원장 지그하르트 폰 풀다(Sigihard von Fulda)를 로마 교황 요한 8세에게 여러번 보내, 교섭을 시도하였다. 그는 여러번 교황청에 교섭하여 자신의 아들들 중 한 명에게 신성로마제국 황제의 관을 수여해줄 것을 요구했지만 교황청은 그때마다 거부했다. 한때 조카이자 사위였던 신성로마제국의 황제 황제 루트비히 2세가 사망했다는 오보를 듣고 바로 군사를 이끌고 이탈리아로 가려다가, 아직 죽지 않은 루트비히에 의해 저지되었다.
873년 1월 26일 청년 루트비히와 비만 카를은 레겐스부르크에서 열린 의회에서 아버지를 축출하고 체포할 음모를 꾸미다가 실패했다. 같은 873년 청년 루트비히와 바이에른의 카를로만 형제는 아버지 독일인 루트비히를 강제로 은퇴시키고, 감금할 계획을 세웠으나 실패하였다. 독일인 루트비히는 일단 이들 형제를 용서하였다. 874년 독일인 루트비히는 아들 청년 루트비히를 유력 귀족인 작센 공작 리우돌프의 딸 리우트가르트와 혼인시켰다.

#### 최후
874년 모라비아인들과의 갈등을 계기로, 대머리 카롤루스와 평화 협정을 체결하였다. 그러나 루드비히는 자신과 그의 후손을 위해 제국을 차지하려 했다. 875년 8월 조카이자 사위였던 신성로마제국의 황제 황제 루트비히 2세는 독일인 루트비히의 장남 카를로만 3세를 자신의 후계자로 지명하고 사망하였다.
이탈리아의 황제 루트비히 2세 황제가 카를로만을 후계자로 지명했고, 독일인 루트비히는 이를 확정하고자 바티칸과의 접촉을 시도한다. 875년 8월 풀다의 지그하르트(Sigihard von Fulda) 주교를 바티칸에 파견, 교황 요한 8세와의 접촉을 시도했다. 876년 봄 다시 지그하르트를 로마 바티칸에 보냈고, 876년 5월 18일 인겔하임으로 돌아와 루트비히에게 이탈리아의 황제 루트비히의 유언 및 이탈리아 상황을 독일인 루트비히에게 보고했다. 그러나 이복동생인 서프랑크의 대머리왕 카를 2세가 그를 제치고 알프스를 넘어 이탈리아의 왕과 신성로마제국의 요한네스 8세 교황의 지지를 받아 제관을 차지하자, 루트비히는 로타링기아에 있는 카를의 영지에 쳐들어가려다 실패했다. 독일인 루트비히는 조카의 죽음과 유언이 공개되자 바로 셋째 아들 뚱보 카를 3세를 북이탈리아로 보내 프리울리 후작 베렝가리오 1세와 손잡고 카를만의 추대 협상을 지원했다. 그러나 대머리 카를은 재빨리 알프스를 넘어와 교황의 보호자는 자신임을 선언하고 제관을 차지했다.
대머리 카를은 자신의 형 루트비히가 살아 있을 때에도 황제 직위를 욕심내어 세력을 이탈리아까지 확대했고, 형 독일인 루트비히가 프랑크푸르트에서 죽자 라인강까지 진출하려 했다. 독일인 루트비히의 둘째 아들인 청년 루트비히가 작은 아버지인 대머리 카를과 담판하여 프랑켄과 작센에서 군대 소집권을 주기로 하고 전쟁을 종결했다. 카를은 전쟁 노획물과 많은 선물을 받아 서프랑크로 귀환했다.
874년경부터 부인 바이에른의 엠므가 뇌졸중으로 무기력해졌다. 엠므는 뇌졸중으로 목소리를 잃었고 875년 5월에 마지막으로 만났다. 876년 1월 부인 엠므의 죽음을 보았고, 그해, 서로마 제국의 제관을 차지한 카를 2세를 다시 치려고 군사를 일으키던 중 그해 8월 프랑크푸르트에서 급성 질환으로 갑자기 사망했다.

### 사후
8월 28일 아들 소 루트비히에 의해 로르쉬 수도원(abbey of Lorsch)에 안치되었다. 그러나 1920년 로르쉬 수도원에서 그의 석관이 발견되었을 때 그의 시신은 분실된 상태였다. 1800년 무렵 로르쉬 수도원의 토굴에서 석관 4~6개가 발견되었는데 이 중 완벽하게 보존된 한 석관은 독일인 루트비히의 석관(Sarkophag Ludwigs des Deutschen)으로 명명되었다. 석관의 길이는 2.05m, 폭은 0.73m, 높이는 0.67m로, 하나의 사암 블록을 깎아서 만든 석관의 벽 두께는 전체적으로 7cm이다. 사암재질의 석관 안에는 금색으로 장식된 실크로브를 입고 가죽 신발과 박차를 착용한 남자의 유골이 들어 있는 것이 확인되었다. 그러나 이 석관에 있는 남자 유골이 독일인 루트비히의 유골인지는 불확실하다. 석관은 로르쉬 수도원 내에 있는 카롤루스 왕조 당시 건설된 토할레 로르쉬(Torhalle Lorsch) 건물 맞은 편에 있는 선거의 집(Kurfürstlichen Haus)에 전시되어 있다.
독일인 루트비히는 황제관을 얻는 데도 실패했고, 로타르 1세의 아들인 황제 루트비히 2세가 죽은 뒤 자기 후손을 이탈리아 왕위에 앉히려 했지만 그것도 성공하지 못했다. 그러나 카를 2세가 죽고 카를로만이 재빨리 알프스를 넘어가 이탈리아의 왕좌를 차지하게 된다. 그의 죽음으로 그의 영지는 다시 세 부분으로 나누어져, 바이에른은 카를만에게, 작센은 소루트비히에게 슈바벤과 알레 마니아는 비만왕 카를 3세에게 넘겨졌다. 그가 죽었다는 소식을 듣고 이복 동생 카롤루스 2세 칼부스는 바로 군사를 이끌고 동프랑크를 침략했다가 876년 10월 8일 아들 소 루트비히가 프랑크, 작센, 튀링겐인 연합병력을 이끌고 안더나흐(Andernach)에서 카를을 물리 쳤다.
독일인 루트비히는 당대에 자신의 영토에서 피우스(pius, 경건한) 또는 매우 경건하다는 뜻의 피시무스(piissimus)라는 별명을 얻었다. 한편 서프랑크 왕국에서는 그를 게르마니아의 왕 루트비히(Ludwig rex Germaniae) 또는 게르만의 왕(rex Germanorum)으로 불렀는데, 후대에 와서 독일인, 게르만이라는 별칭이 그의 별칭으로 굳어졌다. 독일사와 오스트리아사에서는 루트비히를 독일 혹은 오스트리아의 첫 군주로 친다.
이후 프랑크 제국은 독일어를 사용하는 지역의 통일이 깨질 정도로 동쪽으로 확장되었다. 한편 독일, 오스트리아의 첫번째 군주로 루트비히 2세로 보는 설과, 독일은 하인리히 1세, 오스트리아는 후작 레오폴트 1세를 첫번째 군주로 보는 설이 있다. 한편 도이치 라는 이름은 매우 늦은 시기에 나타났다. 신성 로마 제국이라는 형식도 15세기가 되어서야 나타난다. 그 이전의 독일어는 라틴어에 대비되는 방언이라는 뜻도 된다. 사실상 루트비히 독일인의 셋째 아들 비만왕 카를의 사후 왕국은 사실상 공중분해되었다.

## 가계
- 할아버지 : 샤를마뉴
- 부왕 : 경건왕 루트비히
- 어머니 : 히스베니아의 에멩가르데(이르멘가르트), 히스베니아의 공작 잉게르만(Ingerman)의 딸
  - 형 : 로타르 1세(795년~855년): 중프랑크 왕(818~855), 신성로마황제(840~855)
  - 형: 페펭(797년~838년) : 아키텐의 왕 “피핀”이라고도 부른다.
  - 누나 : 아델라이드(799년 출생), 느스트리 백작 로베르 르 포르에게 시집감, 로베르 1세와 외드 형제의 생모
  - 누나 : 로트루드 (800년 출생)
  - 누나 : 힐데가르트 (802년 출생)
- 서모 : 바이에른의 유디트, 왕비 엠마 폰 바이에른의 친언니
  - 이복여동생 : 기젤라 : 프리울리의 에베르하르트 1세와 결혼, 이탈리아 왕 베렝가리오 1세, 이탈리아의 기젤라(하인리히 1세의 조모, 작센 공작 리우돌프의 아내)의 생모
  - 이복남동생 : 대머리 카를, 카롤루스 2세(823~877) : 서프랑크 왕(840~877), 신성로마황제(875~877)
- 왕후 : 엠마 폰 바이에른(Emma von Bavaria, 802년 ~ 876년 1월 31일)
  - 딸 : 힐데가르트(Hildegard, 828년 ~ 859년)
  - 장남 : 바이에른의 카를만(829 ~ 880) : 바이에른의 공작(876~880), 이탈리아의 왕(877~880)
  - 맏며느리 : 이탈리아의 이르멘트루드(Ermentrude), 로타르 1세의 딸
  - 첩며느리 : 리트빈데(Litvinde), 바이에른의 카를만의 첩
  - 차남 : 루트비히 3세,소 루트비히(830 ~ 882) : 동프랑크의 왕, 작센의 왕(876~882)과 바이에른의 왕(880~882)
  - 둘째 며느리 : 리우트가르트(845년 - 885년)
    - 손자 : 루트비히
    - 손자 : 베른하르트
    - 손녀 : 힐데가르트

  - 첩며느리 : 이름 미상, 둘째 아들 프랑크의 루트비히 3세의 첩
    - 손자 : 위그

  - 삼남 : 카를 3세,뚱보왕(비만왕) 카를(839~888) : 독일왕, 이탈리아왕, 프랑스왕, 신성로마황제(881~888)
  - 셋째 며느리 : 슈바벤의 리첼다(Richardis of Swabia, 840년 - 894년/896년 6월)
  - 첩며느리 : 이름 미상, 아들 카를 3세의 첩
  - 딸 : 이르멘가르트(Irmangard, 830년 - 886년 7월 16일), 소 루트비히 2세, 일명 이탈리아의 루트비히 2세와 결혼
  - 딸 : 기셀라(Gisela of Franks)
  - 사위 : 슈바벤의 베르크톨드(Berchtold) 또는 베르톨(Berthold, 841 ~ 912?), 슈바벤 팔라틴백작
    - 외손녀 : 슈바벤의 쿠니군데, 슈바벤 공작 리우폴트와 결혼, 리우폴트 사후 손자뻘 되는 친척인 콘라두스 1세와 재혼
    - 외손자 : 에르찬가르 2세(Erchangar II, 870/880 ~ 917)

  - 딸 : 베르타(Bertha, ? - 877년 3월 26일)
- 외할아버지 : 잉게르만(Ingerman), 히스파니아의 백작, 고조할머니 로트루드의 친정 조카
- 장인 : 바이에른 공작 구엘프(Guelf I)
- 장모 : 헤드비가(Hedwig)

## 기타
그의 혈통을 이은 이탈리아의 왕으로는 카를로만 3세, 카를 3세, 아르눌프, 라톨드, 루트비히 맹인왕 등이 있다. 맹인왕 루트비히는 그의 딸 이르멘가르트의 외손자가 된다.
독일인 루트비히(Ludwig der Deutsche, 또는 Louis the German)라는 별칭은 그의 사후에 붙여진 별칭이다.